# Aglutynacja płytek indukowana ristocetyną
Aglutynacja płytek indukowana ristocetyną (ang. RIPA – Ristocetin Induced Platelet Agglutination) – badanie in vitro aktywności czynnika von Willebranda, służące do diagnozowania choroby von Willebranda. Posiada przewagę nad, wykorzystywanym również w diagnostyce tej choroby, badaniem aktywności kofaktora ristocetyny, ponieważ umożliwia wykrycie typu 2B VWD oraz zespołu Bernarda-Souliera.
Antybiotyk ristocetyna indukuje łączenie czynnika von Willebranda do receptora płytkowego – glikoproteiny Ib (GPIb), co w efekcie powoduje aglutynację płytek krwi.

## Wyniki
- ristocetyna dodana do próbki krwi zdrowego człowieka - prawidłowe krzepnięcie
- ristocetyna dodana do próbki krwi osoby chorej na chorobę von Willebranda – nieprawidłowe krzepnięcie:
  - typ 1 VWD – brak krzepnięcia
  - typ 2A VWD – brak krzepnięcia
  - typ 2B VWD – nadmierne krzepnięcie
  - typ 2N VWD – prawidłowe krzepnięcie
  - typ 3 VWD – brak krzepnięcia

Przeczytaj ostrzeżenie dotyczące informacji medycznych i pokrewnych zamieszczonych w Wikipedii.